# Vörhenyes bronzgalamb
A vörhenyes bronzgalamb (Phaps elegans) a madarak osztályának galambalakúak (Columbiformes) rendjébe és a galambfélék (Columbidae) családjába tartozó faj.

## Rendszerezése
A fajt Coenraad Jacob Temminck holland ornitológus írta le 1809-ben, a Columba nembe Columba Elegans néven.

## Alfajai
- Phaps elegans elegans (Temminck, 1809)
- Phaps elegans occidentalis Schodde, 1989[2]

## Előfordulása
Két különálló populációja létezik, Ausztrália délkeleti és délnyugati részén, inkább a tengerparti sávban honos. Természetes élőhelyei a szubtrópusi vagy trópusi lombhullató erdők és mediterrán és mérsékelt övi cserjések. Állandó, nem vonuló faj.

## Megjelenése
Testhossza 25–33 centiméter, a hím testtömege 170–260 gramm, a tojóé 140–235 gramm. Rőt színű szemsávja és fémesen csillogó szárnycsíkja van.

## Életmódja
A talajon keresi magvakból álló táplálékát, de ritkán rovarokat is fogyaszt.

## Szaporodása
Fákra vagy bokrokra, gallyakból készíti fészkét.

## Természetvédelmi helyzete
Az elterjedési területe nagyon nagy, egyedszáma viszont csökken, de még nem éri el a kritikus szintet. A Természetvédelmi Világszövetség Vörös listáján nem fenyegetett fajként szerepel.